# Aculus
Aculus  (лат.) — род микроскопических четырёхногих клещей из семейства Eriophyidae (Trombidiformes). Более 100 видов. Длина около 0,2 мм. Червеобразное тело с 4 ногами. Дорсальный диск спереди несёт 2—4 маленьких шипика, направленных вперёд. Все абдоминальные сеты стандартной формы. Тазики с обычными 3 парами сетовидных выступов. Aculus очень сходен с родом Aculops, от которого отличается апикальными шипиками на дорсальном диске. Некоторые виды (например, персиковый листовой клещ, сливовый листовой клещ, яблонный ржавый клещ) повреждают нижнюю сторону листьев и кусточковых и семечковых плодовых культур (персик, слива, яблоня, черешня, терн).

## Систематика
- Aculus acraspis (Nalepa, 1892)
- Aculus aegirinus (Nalepa, 1892)
- Aculus alfalfae (Roivainen, 1950)
- Aculus anthobius (Nalepa, 1892)
- Aculus aphanotrichus (Liro, 1943)
- Aculus arbosti  (Cotte, 1924)
- Aculus argenteae  (Farkas, 1963)
- Aculus arzakanensis Bagdasarian, 1970
- Aculus atlantazaleae  (Keifer, 1940)
- Aculus aucupariae  (Liro, 1943)
- Aculus balevskii  Natcheff, 1966
- Aculus ballei (Nalepa, 1891)
- Aculus betuli  (Nalepa, 1896)
- Aculus breviseta  Carmona, 1972
- Aculus calcarifer (Liro, 1943)
- Aculus chamaespartii  Carmona, 1974
- Aculus comatus  (Nalepa, 1892)
- Aculus convolvuli  (Nalepa, 1891)
- Aculus coronillae  (G. Canestrini & Massalongo, 1893)
- Персиковый листовой клещ (Aculus cornutus (Banks, 1905))
- Aculus craspedobius  (Nalepa, 1925)
- Aculus cytisi  Labanowski, 2000
- Сливовый листовой клещ (Aculus fockeui (Nalepa & Trouessart 1891))
- Aculus mansoni Amrine & Stasny, 1994
- Яблонный ржавый клещ (Aculus schlechtendali (Nalepa 1890))
- Aculus variabilis  (Roivainen, 1953)
- Aculus viburnifoliae  (Boczek & Shi, 1995)
- Aculus xylostei  (G. Canestrini, 1892)
- Другие виды[2]